# Oreocereus celsianus
Oreocereus celsianus je kaktus pojmenovaný podle J. Celse, francouzského obchodníka s kaktusy. Dorůstá výšky až 1 metr, při průměru těla 10 cm, které je skryté do nádherných bílých, někdy i nahnědlých vlasů, které jsou protkány nažloutlými trny. Zygomorfní květy jsou růžové barvy.

## Pěstování
Tento druh je nejotužilejší a u nás velmi populární, je však značně variabilní. Pochází z Bolívie, jeho areál výskytu je široký. Pěstování v kultuře nepůsobí žádné problémy, kvete však u nás jen výjimečně. Snese chladno v zimním období.